# 物井駅

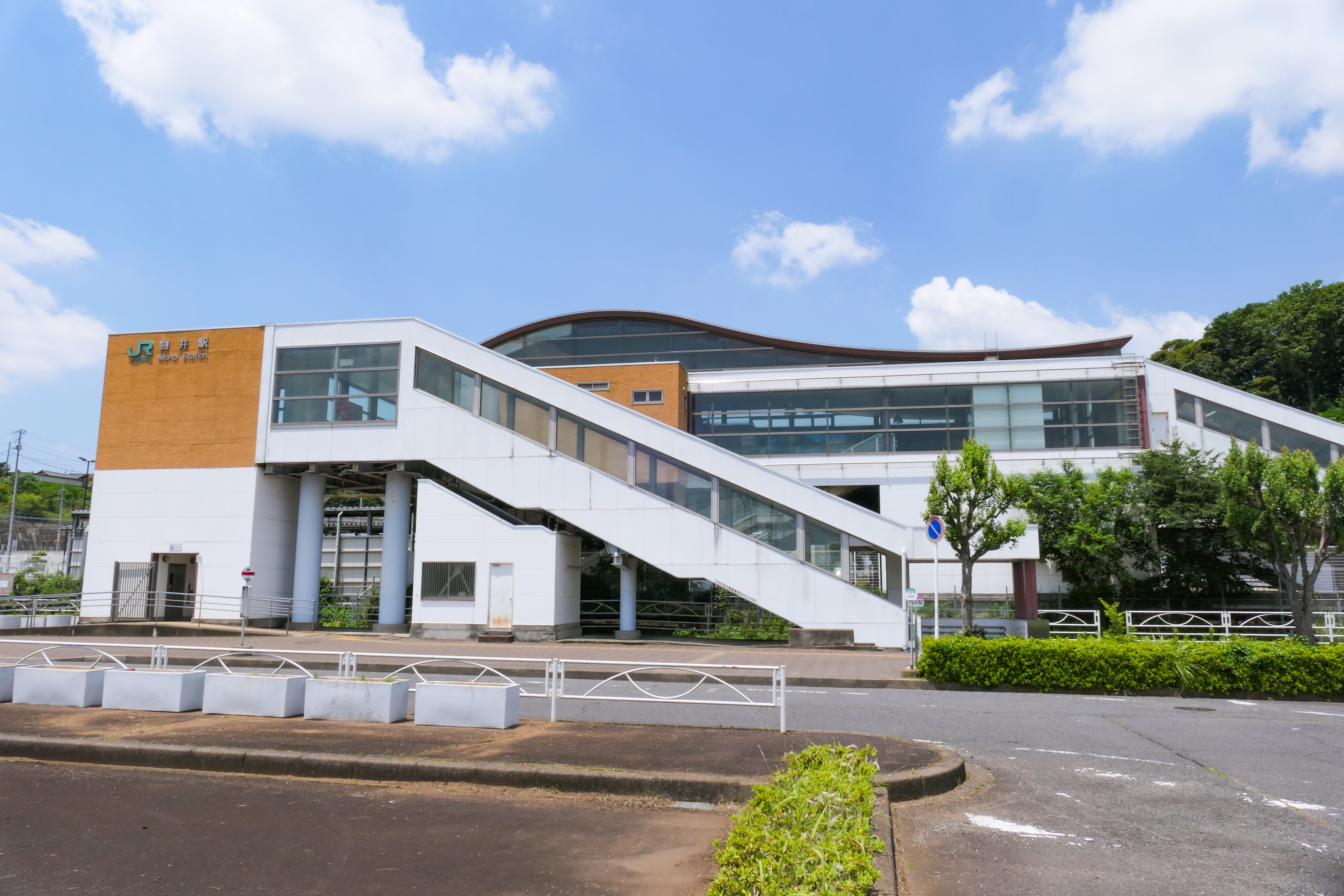
東口（2021年6月）

物井駅（ものいえき）は、千葉県四街道市物井にある、東日本旅客鉄道（JR東日本）総武本線の駅である。佐倉駅から成田線に乗入れる列車も停車する。駅番号はJO 32。

## 歴史
- 1911年（明治44年）3月4日：鉄道院の物井信号所として開設[2]。
- 1922年（大正11年）4月1日：物井信号場に改称[1]。
- 1937年（昭和12年）4月5日：物井駅に昇格[1]。旅客のみ取扱[1]。
- 1944年（昭和19年）：駅舎改築[新聞 1]。
- 1952年（昭和27年）3月10日：小荷物扱い開始（但し配達取次はしない）[3]。
- 1972年（昭和47年）6月1日：手荷物及び小荷物扱いを廃止[1]。
- 1987年（昭和62年）4月1日：国鉄分割民営化に伴い、東日本旅客鉄道（JR東日本）の駅となる[2]。
- 1995年（平成7年）10月21日：自動改札機を設置し、供用開始[4]。
- 1997年（平成9年）1月17日：橋上駅舎化工事に着手[新聞 2]。
- 1998年（平成10年）4月12日：橋上駅舎完成[新聞 3]。業務委託解除により直営化。
- 2001年（平成13年）11月18日：ICカード「Suica」の利用が可能となる[報道 2]。
- 2004年（平成16年）10月16日：ホームが15両編成対応に延伸され、この日行われたダイヤ改正により快速列車停車駅となる[報道 3]。
- 2007年（平成19年）4月1日：再度業務委託駅化[5]。
- 2014年（平成26年）3月31日：この日限りでみどりの窓口が営業終了。

## 駅構造
相対式ホーム2面2線を有する地上駅。先代駅舎は1944年（昭和19年）に建設された木造平屋建てであり、今後の利用者増加に対応するため、1998年（平成10年）に四街道駅同様、橋上駅舎に建て替えられた。駅舎内はバリアフリーに対応しており、エレベーターが設置されている。出口は1番線側が西口、2番線側が東口となっている。トイレは改札内に無く、改札を出たところに設置されており、多機能トイレを併設した男女別の水洗式である。
千葉統括センター（四街道駅）管理の業務委託駅で、JR東日本ステーションサービスが受託しており、自動改札機・多機能券売機が設置されている
。

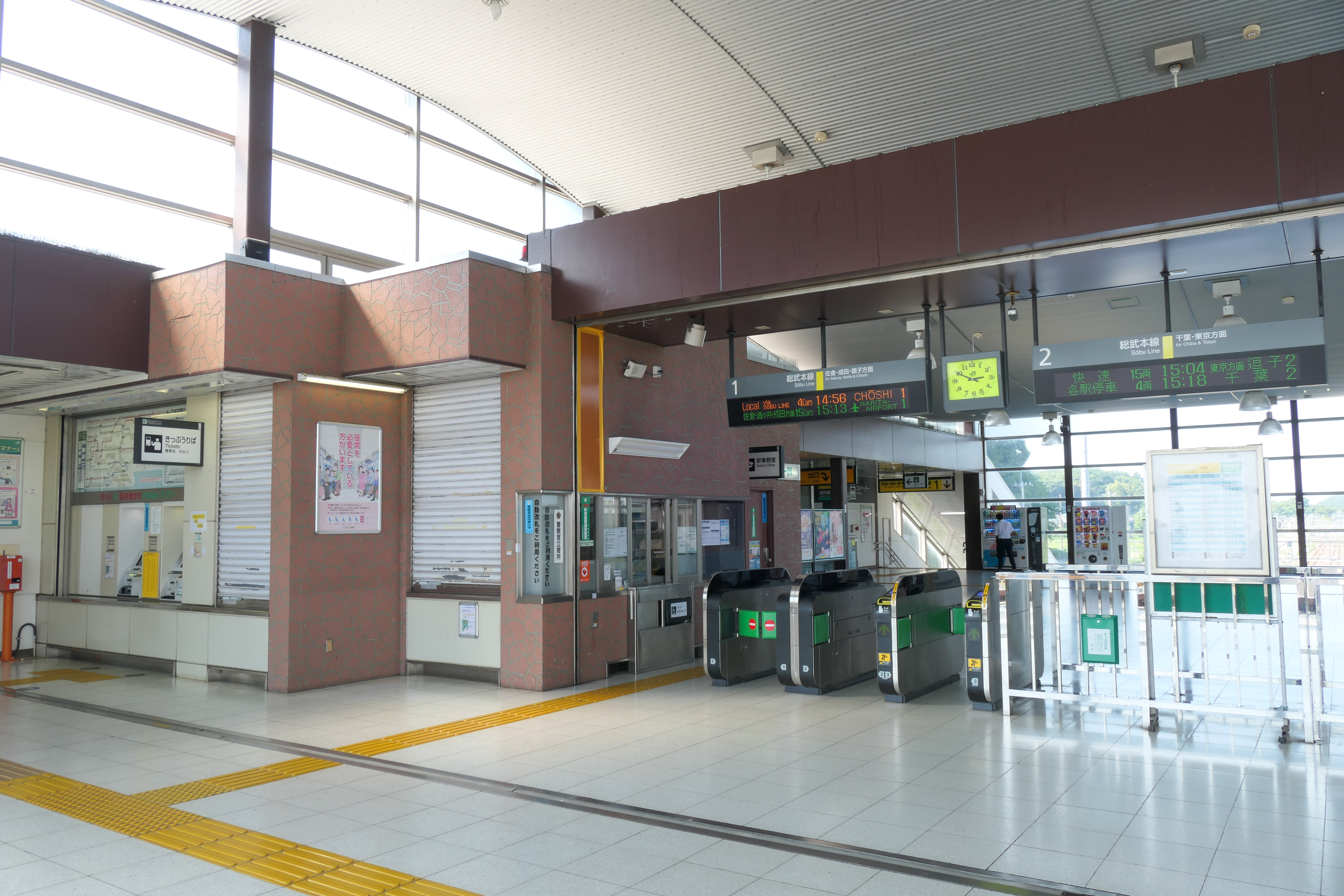
改札外コンコース（2021年6月）
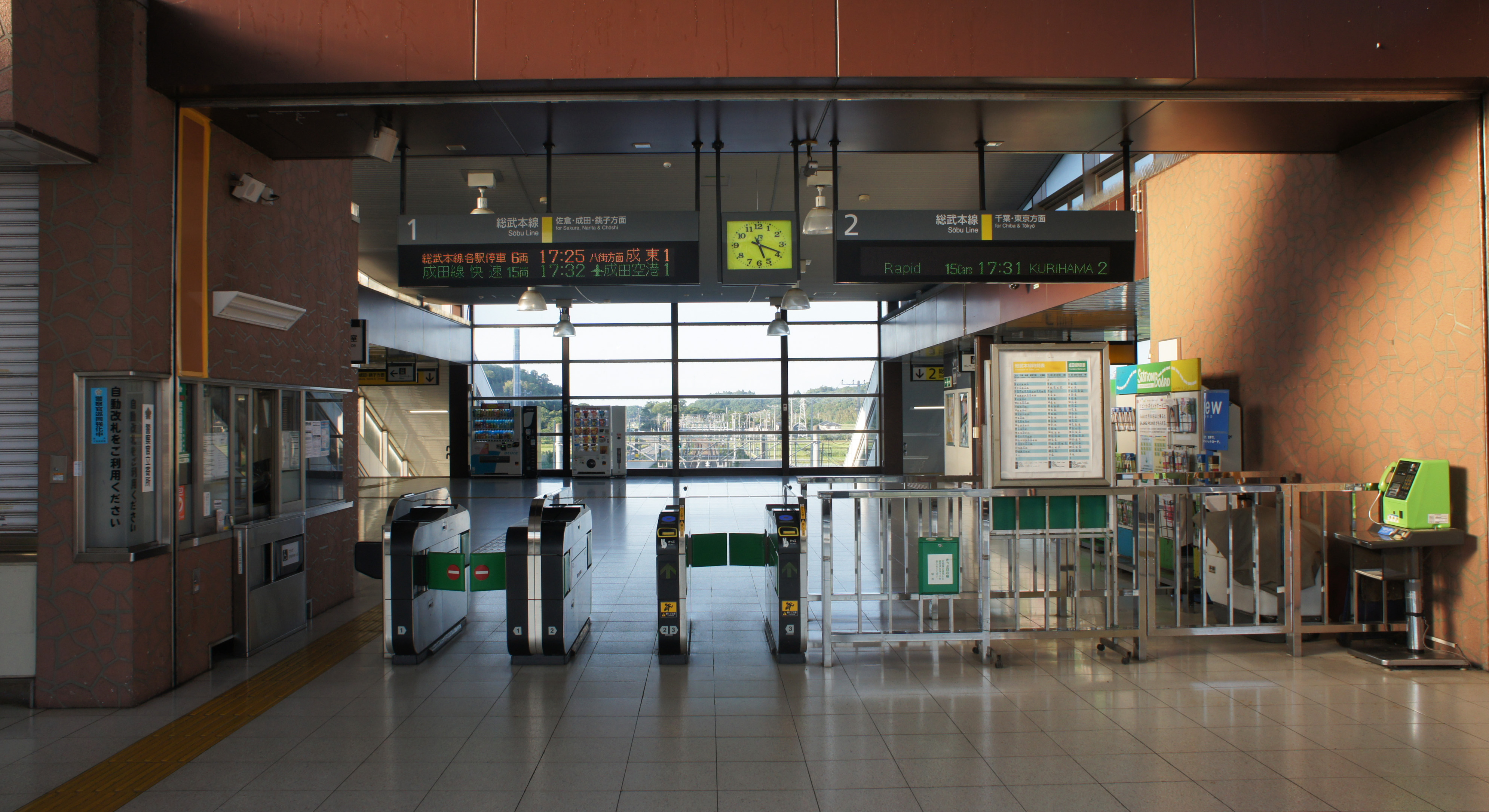
改札口（2021年5月）

### のりば
| 番線 | 路線                        | 方向 | 行先                 |
| ---- | --------------------------- | ---- | -------------------- |
| 1    | ■ 総武本線                  | 下り | 佐倉・成田・銚子方面 |
| 1    | ■ 成田線                    | 下り | 佐倉・成田・銚子方面 |
| 2    | ■ 総武本線 （■ 成田線含む） | 上り | 千葉・東京方面       |

（出典：JR東日本:駅構内図）
- 現地の案内では、エレベーター付近を除いて成田線のラインカラーである緑（■）を使用せず、総武本線のラインカラーである黄色（■）のみで案内されている。

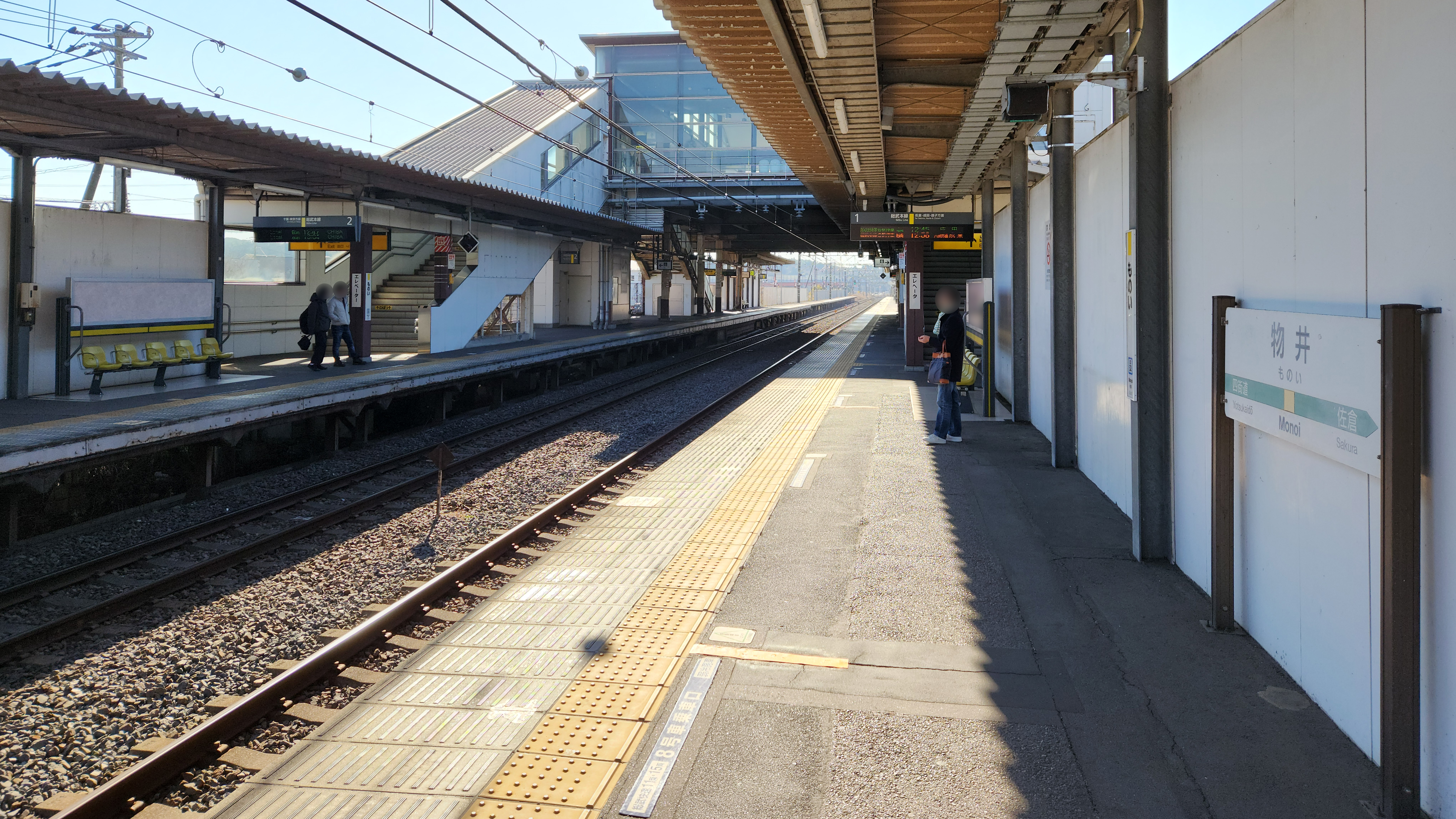
1番線ホーム（2023年12月）
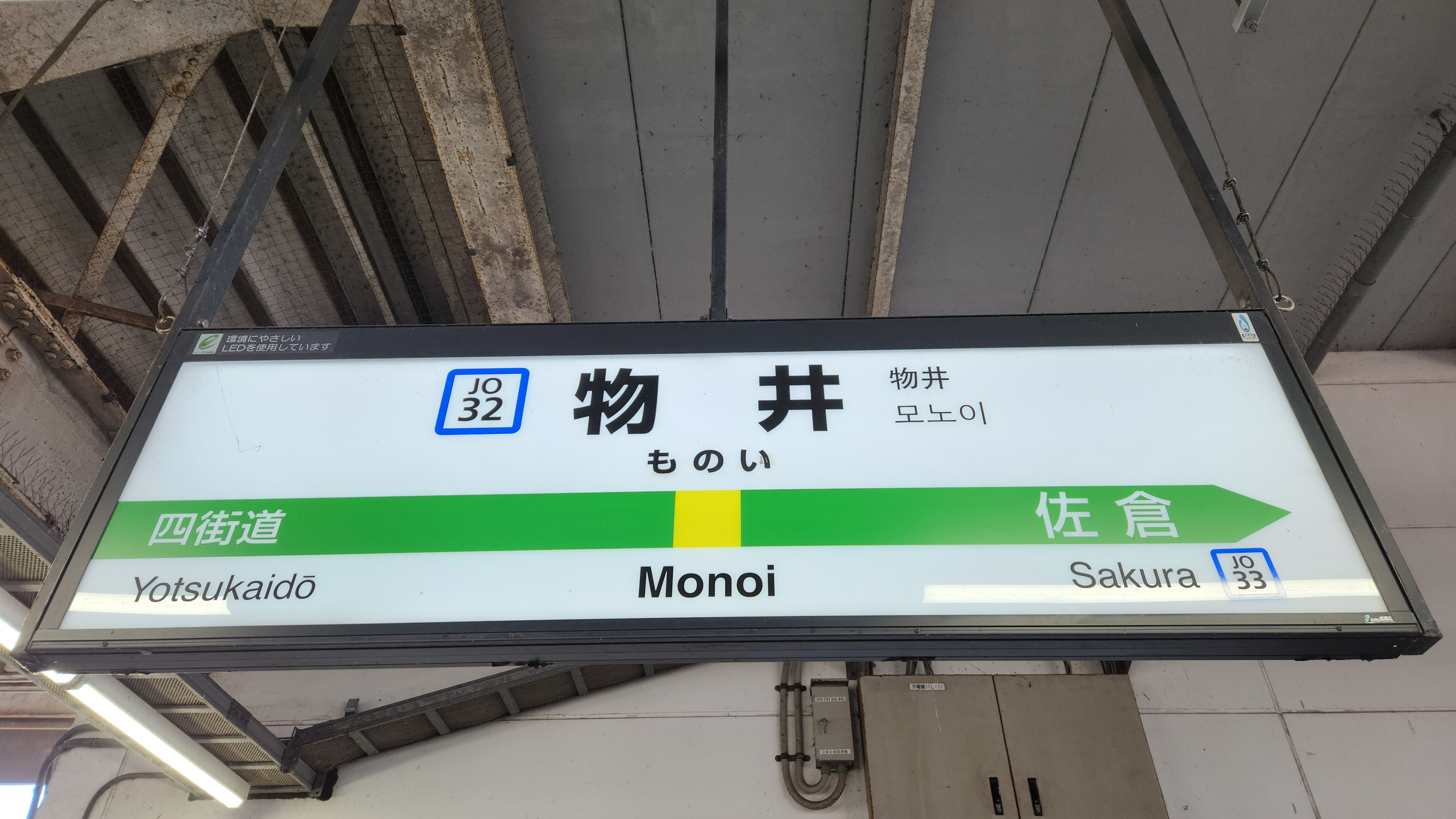
1番線駅名標（2023年12月）
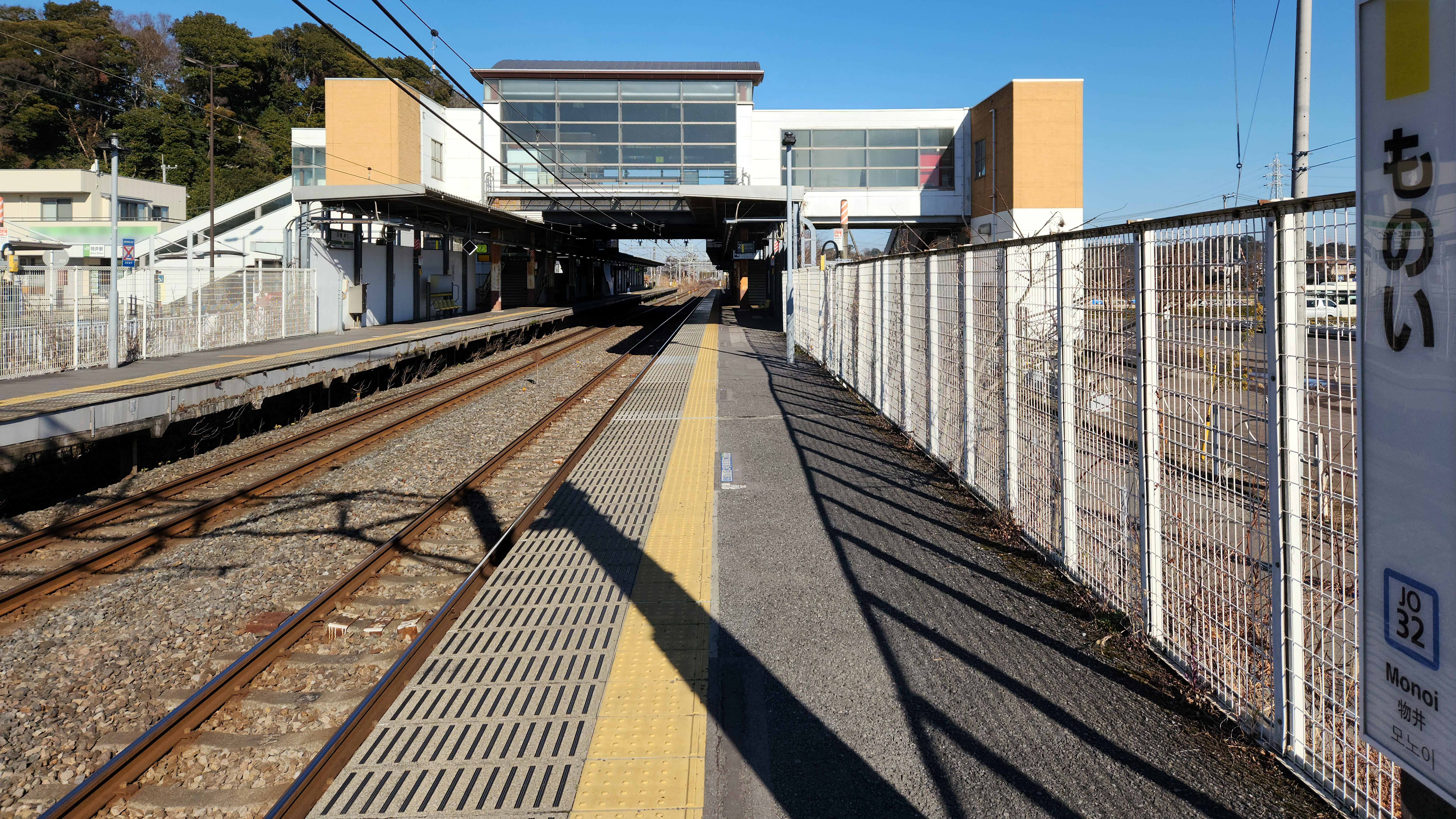
2番線ホーム（2023年12月）
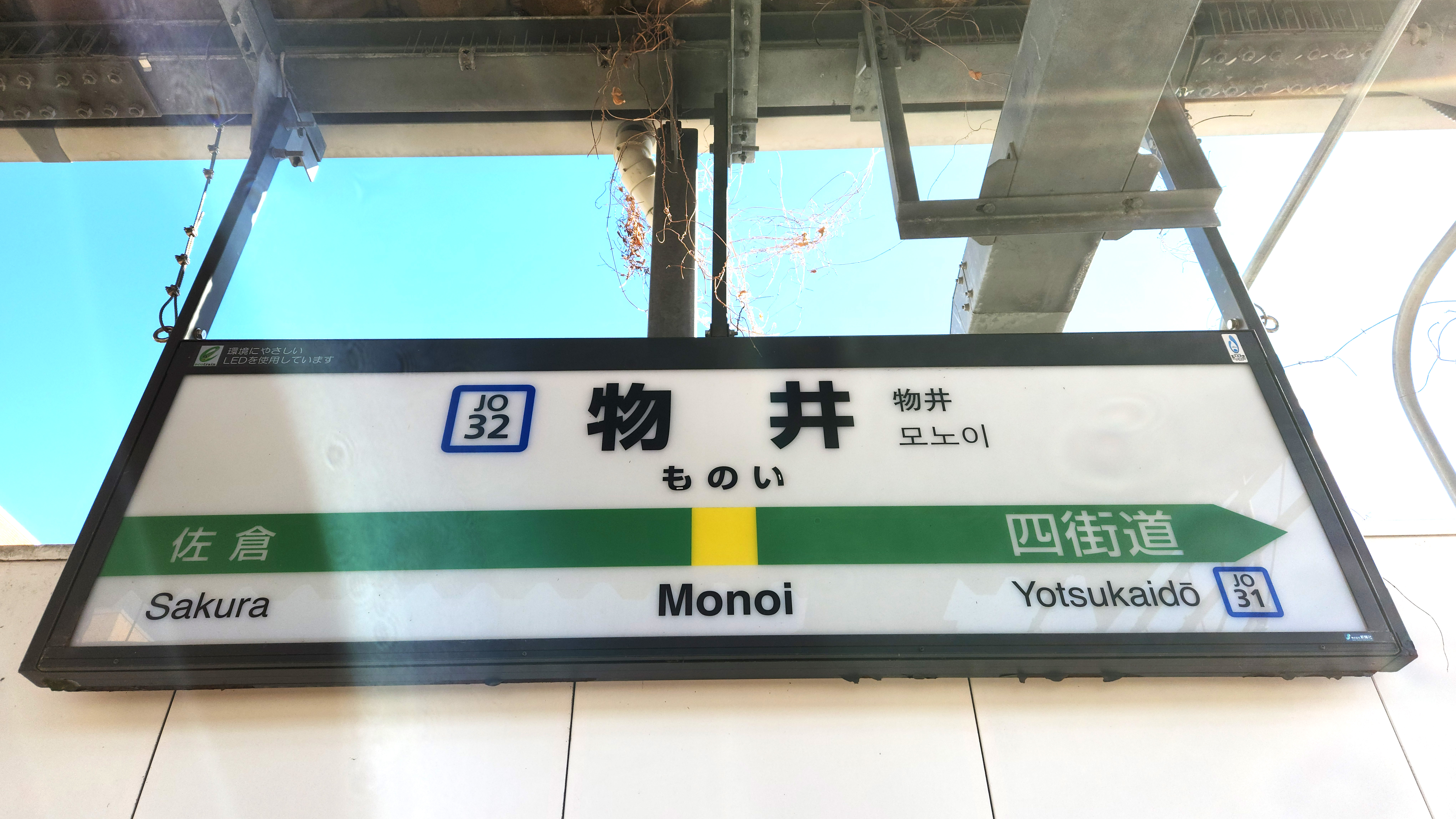
2番線駅名標（2023年12月）

## 利用状況
2023年（令和5年）度の1日平均乗車人員は3,953人である。
JR東日本および千葉県統計年鑑によると、近年の1日平均乗車人員の推移は以下の通り。
| 年度               | 1日平均 乗車人員 | 出典     |
| ------------------ | ---------------- | -------- |
| 1990年（平成02年） | 2,113            | [ * 1 ]  |
| 1991年（平成03年） | 2,527            | [ * 2 ]  |
| 1992年（平成04年） | 2,828            | [ * 3 ]  |
| 1993年（平成05年） | 3,131            | [ * 4 ]  |
| 1994年（平成06年） | 3,358            | [ * 5 ]  |
| 1995年（平成07年） | 3,334            | [ * 6 ]  |
| 1996年（平成08年） | 3,363            | [ * 7 ]  |
| 1997年（平成09年） | 3,295            | [ * 8 ]  |
| 1998年（平成10年） | 3,322            | [ * 9 ]  |
| 1999年（平成11年） | 3,486            | [ * 10 ] |
| 2000年（平成12年） | 3,522            | [ * 11 ] |
| 2001年（平成13年） | 3,525            | [ * 12 ] |
| 2002年（平成14年） | 3,557            | [ * 13 ] |
| 2003年（平成15年） | 3,482            | [ * 14 ] |
| 2004年（平成16年） | 3,634            | [ * 15 ] |
| 2005年（平成17年） | 4,173            | [ * 16 ] |
| 2006年（平成18年） | 4,411            | [ * 17 ] |
| 2007年（平成19年） | 4,531            | [ * 18 ] |
| 2008年（平成20年） | 4,592            | [ * 19 ] |
| 2009年（平成21年） | 4,108            | [ * 20 ] |
| 2010年（平成22年） | 4,038            | [ * 21 ] |
| 2011年（平成23年） | 3,968            | [ * 22 ] |
| 2012年（平成24年） | 3,950            | [ * 23 ] |
| 2013年（平成25年） | 4,023            | [ * 24 ] |
| 2014年（平成26年） | 3,864            | [ * 25 ] |
| 2015年（平成27年） | 3,844            | [ * 26 ] |
| 2016年（平成28年） | 3,818            | [ * 27 ] |
| 2017年（平成29年） | 3,866            | [ * 28 ] |
| 2018年（平成30年） | 4,041            | [ * 29 ] |
| 2019年（令和元年） | 4,163            | [ * 30 ] |
| 2020年（令和02年） | 3,118            |          |
| 2021年（令和03年） | 3,344            |          |
| 2022年（令和04年） | 3,687            |          |
| 2023年（令和05年） | 3,953            |          |

## 駅周辺
西口、東口共にロータリーが整備されている。西口はもねの里、千代田を中心に住宅地が広がる。近隣には東関東自動車道の四街道インターチェンジがある。東口は田園地帯となっている。田園地帯先の鹿島川を境に佐倉市となり、住宅街（さくら学園ニュータウン）が広がっている。
- 千葉県道64号千葉臼井印西線
- 千葉県道136号佐倉停車場千代田線
- 佐倉工業団地
- 佐倉市立佐倉南図書館
- 四街道もねの里郵便局
- 佐倉山王郵便局
- 四街道市立千代田中学校
- 四街道市立南小学校
- 佐倉市立山王小学校
- 第2コスモス幼稚園
- さくら敬愛保育園
- 京葉銀行佐倉支店佐倉山王出張所
- もねの里モール
- 三徳四街道店
- ケーズデンキ四街道店
- ビッグ・エー四街道千代田店
- ホームプラザナフコ四街道店
- コメリパワー四街道店

## バス路線
物井駅西口（京成バス千葉イースト）
- M01：バードヒル池花
- M02：亀崎 ※平日1本のみ
- M10：ケアプラザ前 ※平日1本のみ

物井駅東口（京成バス千葉イースト）
- 京成佐倉駅
- 佐倉市コミュニティバス：西御門・和田ふるさと館・和田循環

## 隣の駅
東日本旅客鉄道（JR東日本）
■総武本線・■成田線（成田線は佐倉駅まで総武本線）
■快速・■■普通（各駅停車）
四街道駅 (JO 31) - 物井駅 (JO 32) - 佐倉駅 (JO 33)

#### 報道発表資料
1. 1 2  『千葉～成田空港駅間へ「駅ナンバリング」を導入します 東京2020オリンピック・パラリンピック競技大会を見据え、よりわかりやすくご利用いただける駅を目指します』（PDF）（プレスリリース）東日本旅客鉄道千葉支社、2018年1月26日。オリジナルの2020年12月14日時点におけるアーカイブ。2020年12月14日閲覧。
2. ↑  “Suicaご利用可能エリアマップ（2001年11月18日当初）” (PDF).   東日本旅客鉄道. 2019年7月27日時点のオリジナルよりアーカイブ。2020年4月24日閲覧。
3. ↑  『2004年10月ダイヤ改正について > 物井駅に快速電車が停車します。』（プレスリリース）東日本旅客鉄道千葉支社、2004年7月23日。オリジナルの2004年12月5日時点におけるアーカイブ。2020年6月12日閲覧。

#### 新聞記事
1. 1 2 3  “JR千葉支社 2駅で新駅舎建設”. 交通新聞 (交通新聞社):  p. 1. (1996年10月29日)
2. ↑  “物井駅橋上化の安全祈願祭”. 交通新聞 (交通新聞社):  p. 1. (1997年1月22日)
3. ↑  “地域のシンボルに 四街道市のJR物井駅 橋場駅舎が完成 エレベーターを設置”. 千葉日報 (千葉日報社):  p. 13. (1998年4月12日)

#### 利用状況に関する資料
1. ↑  千葉県統計年鑑 - 千葉県
2. ↑  四街道市統計書 - 四街道市

JR東日本の2000年度以降の乗車人員
1. 1 2 3  各駅の乗車人員（2023年度） - JR東日本
2. ↑  各駅の乗車人員（2000年度） - JR東日本
3. ↑  各駅の乗車人員（2001年度） - JR東日本
4. ↑  各駅の乗車人員（2002年度） - JR東日本
5. ↑  各駅の乗車人員（2003年度） - JR東日本
6. ↑  各駅の乗車人員（2004年度） - JR東日本
7. ↑  各駅の乗車人員（2005年度） - JR東日本
8. ↑  各駅の乗車人員（2006年度） - JR東日本
9. ↑  各駅の乗車人員（2007年度） - JR東日本
10. ↑  各駅の乗車人員（2008年度） - JR東日本
11. ↑  各駅の乗車人員（2009年度） - JR東日本
12. ↑  各駅の乗車人員（2010年度） - JR東日本
13. ↑  各駅の乗車人員（2011年度） - JR東日本
14. ↑  各駅の乗車人員（2012年度） - JR東日本
15. ↑  各駅の乗車人員（2013年度） - JR東日本
16. ↑  各駅の乗車人員（2014年度） - JR東日本
17. ↑  各駅の乗車人員（2015年度） - JR東日本
18. ↑  各駅の乗車人員（2016年度） - JR東日本
19. ↑  各駅の乗車人員（2017年度） - JR東日本
20. ↑  各駅の乗車人員（2018年度） - JR東日本
21. ↑  各駅の乗車人員（2019年度） - JR東日本
22. ↑  各駅の乗車人員（2020年度） - JR東日本
23. ↑  各駅の乗車人員（2021年度） - JR東日本
24. ↑  各駅の乗車人員（2022年度） - JR東日本

千葉県統計年鑑
1. ↑  千葉県統計年鑑（平成3年）
2. ↑  千葉県統計年鑑（平成4年）
3. ↑  千葉県統計年鑑（平成5年）
4. ↑  千葉県統計年鑑（平成6年）
5. ↑  千葉県統計年鑑（平成7年）
6. ↑  千葉県統計年鑑（平成8年）
7. ↑  千葉県統計年鑑（平成9年）
8. ↑  千葉県統計年鑑（平成10年）
9. ↑  千葉県統計年鑑（平成11年）
10. ↑  千葉県統計年鑑（平成12年）
11. ↑  千葉県統計年鑑（平成13年）
12. ↑  千葉県統計年鑑（平成14年）
13. ↑  千葉県統計年鑑（平成15年）
14. ↑  千葉県統計年鑑（平成16年）
15. ↑  千葉県統計年鑑（平成17年）
16. ↑  千葉県統計年鑑（平成18年）
17. ↑  千葉県統計年鑑（平成19年）
18. ↑  千葉県統計年鑑（平成20年）
19. ↑  千葉県統計年鑑（平成21年）
20. ↑  千葉県統計年鑑（平成22年）
21. ↑  千葉県統計年鑑（平成23年）
22. ↑  千葉県統計年鑑（平成24年）
23. ↑  千葉県統計年鑑（平成25年）
24. ↑  千葉県統計年鑑（平成26年）
25. ↑  千葉県統計年鑑（平成27年）
26. ↑  千葉県統計年鑑（平成28年）
27. ↑  千葉県統計年鑑（平成29年）
28. ↑  千葉県統計年鑑（平成30年）
29. ↑  千葉県統計年鑑（令和元年）
30. ↑  千葉県統計年鑑（令和2年）